# Тузим (посёлок)
Тузим — опустевший поселок в Юсьвинском муниципальном округе Пермского края России.

## Географическое положение
Поселок расположен в восточной части Юсьвинского муниципального округа на расстоянии примерно 6 километр на север от поселка Кама. 

## История
Поселок был создан в конце 1920-х годов для размещения спецпереселенцев. Среди них можно выделить кукморских татар, донских казаков, семьи бывших  царских офицеров из Кунгура. После войны появились советские немцы и бывшие власовцы. Был впоследствии организован Тузимский лесопункт Городищенского леспромхоза. В 50-х и 60-х годах население достигало 600-900 человек. Но после истощения сырьевых запасов лесопункт закрыли в 1983 году. К 1996 году население сократилось до 34 человек, а в 2019 году уехала последняя жительница. До 2020 года поселок входил в состав Пожвинского сельского поселения Юсьвинского района.     

## Климат
Климат умеренно-континентальный. Средняя температура июля +17,7°С, января –15,8°С. Среднегодовое количество осадков составляет 664 мм, причем максимальное суточное количество достигает 68 мм, наибольшая высота снежного покрова 66-93см. Средняя температура зимой  (январь)- 15,8°С (абсолютный минимум - 53°С), летом (июль)+ 17,7 °С (абсолютный максимум + 38°С). Заморозки в воздухе заканчиваются в III декаде мая, но в отдельные годы заморозки отмечаются в конце апреля или начале июня. Осенние заморозки наступают в первой-начале второй декаде сентября. Средняя продолжительность безморозного периода 100 дней.

## Население
Постоянное население составляло 9 человек (45% русские) в 2002 году,  1 человек в 2010 году, 0 в 2019.    